# Воткінсвілл (Джорджія)
Воткінсвілл (англ. Watkinsville) — місто (англ. town) в США, в окрузі Оконі штату Джорджія. Населення — 2896 осіб (2020).

## Географія
Воткінсвілл розташований за координатами 33°51′42″ пн. ш. 83°24′27″ зх. д. / 33.86167° пн. ш. 83.40750° зх. д. (33.861744, -83.407570).  За даними Бюро перепису населення США в 2010 році місто мало площу 8,56 км², з яких 8,46 км² — суходіл та 0,10 км² — водойми.

## Демографія
Згідно з переписом 2010 року, у місті мешкали 2832 особи в 1061 домогосподарстві у складі 778 родин. Густота населення становила 331 особа/км².  Було 1130 помешкань (132/км²).
Расовий склад населення:
| - 87,6 % — білих - 6,3 % — чорних або афроамериканців - 2,4 % — азіатів - 0,2 % — корінних американців - 1,6 % — осіб інших рас |

До двох чи більше рас належало 1,8 %. Частка іспаномовних становила 4,3 % від усіх жителів.
За віковим діапазоном населення розподілялося таким чином: 29,9 % — особи молодші 18 років, 60,9 % — особи у віці 18—64 років, 9,2 % — особи у віці 65 років та старші. Медіана віку мешканця становила 34,3 року. На 100 осіб жіночої статі у місті припадало 94,9 чоловіків;  на 100 жінок у віці від 18 років та старших — 87,7 чоловіків також старших 18 років.
Середній дохід на одне домашнє господарство  становив 63 761 долар США (медіана — 57 917), а середній дохід на одну сім'ю — 70 473 долари (медіана — 65 333). Медіана доходів становила 44 091 долар для чоловіків та 42 667 доларів для жінок. За межею бідності перебувало 7,7 % осіб, у тому числі 3,4 % дітей у віці до 18 років та 12,0 % осіб у віці 65 років та старших.
Цивільне працевлаштоване населення становило 1351 осіб. Основні галузі зайнятості: освіта, охорона здоров'я та соціальна допомога — 34,3 %, виробництво — 13,0 %, мистецтво, розваги та відпочинок — 9,5 %, науковці, спеціалісти, менеджери — 9,0 %.